# Pisira
Pisira, Pishira-tō, Pisichö, Pisidjo o Pissira (en inglés: Pisira Island) es una isla del atolón Nomwin, en las islas Hall. Administrativamente se ubica en el municipio de Fananu, distrito de Oksoritod, estado de Chuuk, en los Estados Federados de Micronesia, en la parte occidental del país, 700 km al oeste de Palikir.